# Elina Netšajeva

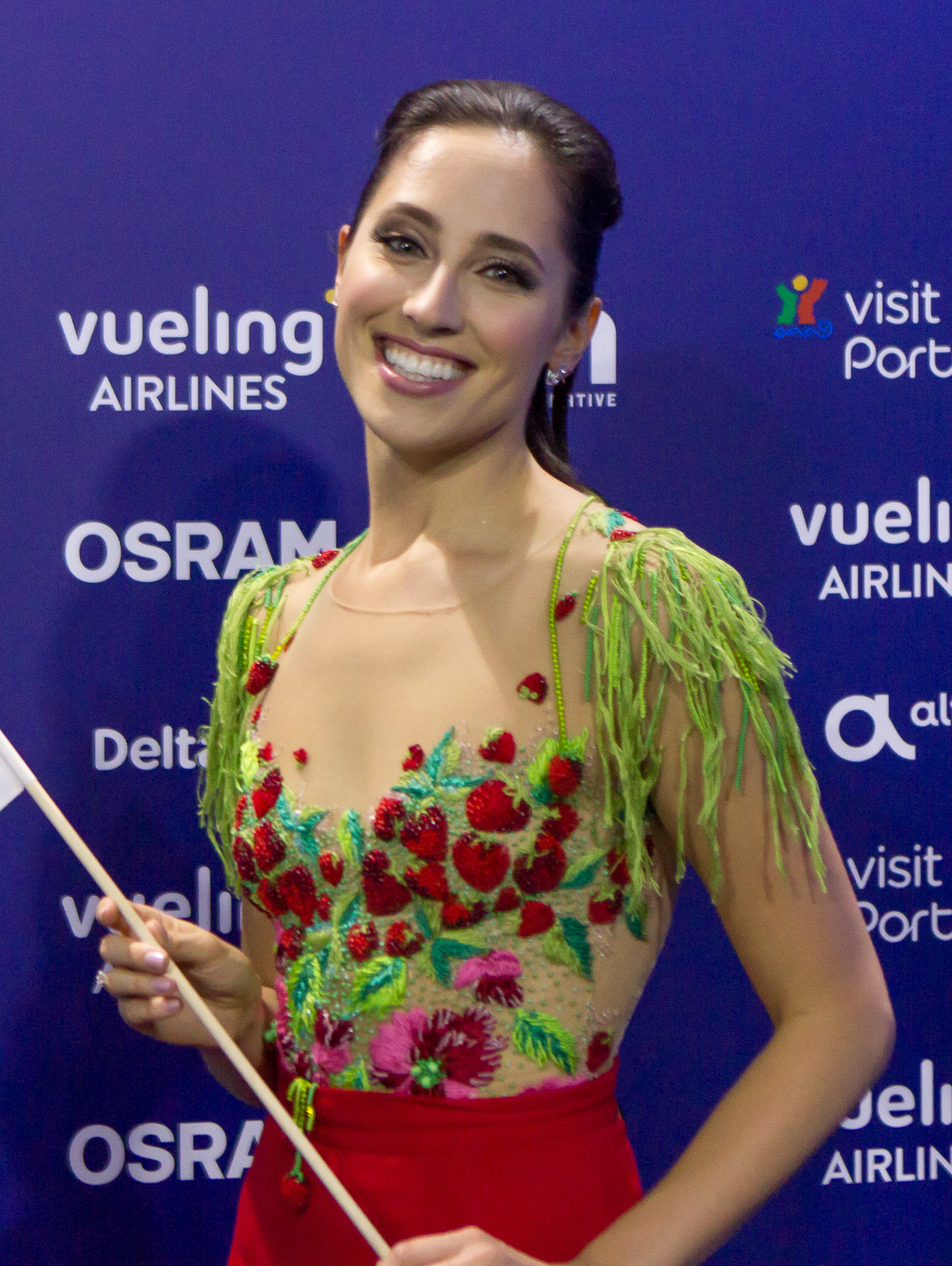
Elina Netšajeva, 2018

Elina Netšajeva (* 10. November 1991 in Tallinn) ist eine estnische Opernsängerin im Stimmfach Koloratursopran.

## Leben
Im Alter von vier Jahren sang Elina Netšajeva in einem Kinderchor und erhielt als junges Mädchen Gesangsunterricht. Von 2011 bis 2016 studierte sie Musik an der Universität Tallinn und an der Estnische Musikakademie. 2015 gab sie als Gianetta in L'elisir d'amore von Gaetano Donzetti ihr Debüt an der estnischen Nationaloper. Dort singt sie noch heute ab und zu in Opern und Musicals. Noch im gleichen Jahr wurde sie Mitglied des LTL Opernstudios am Teatro del Giglio in Lucca. Ab 2015 sang sie drei Jahre lang am Estnischen Dramatheater. Sie tritt außerdem in Solokonzerten auf. Sogar mit dem spanischen Tenor Plácido Domingo stand sie schon auf der Bühne.
2013 gewann sie den Wettbewerb Laulusild, 2014 erreichte sie beim Wettbewerb Klassikatähed sowie beim internationalen Musikwettbewerb Tiit Kuusik jeweils den zweiten Platz. 2017 erreichte sie beim Internationalen Musikwettbewerb Neue Stimmen in Deutschland die Endrunde.
2018 gewann sie mit der Pop-Oper La forza den Eesti Laul und vertrat daher im Mai 2018 ihr Heimatland beim Eurovision Song Contest in Lissabon. Im Finale erreichte sie den achten Platz.
2022 versuchte sie erneut, Estland beim Eurovision Song Contest zu vertreten, diesmal mit dem poppigeren Song Remedy. Beim Eesti Laul erreichte sie allerdings nur den achten von zehn Plätzen. Bei den Proben sowie im Halbfinale ging ein Stunt schief und sie fiel aus mehreren Metern Höhe auf den Boden, wobei sie sich Verletzungen zuzog. Das Musikvideo zu Remedy wurde genau wie die von To the mother und Plan€t-B teilweise in Jordanien gedreht.

## Trivia

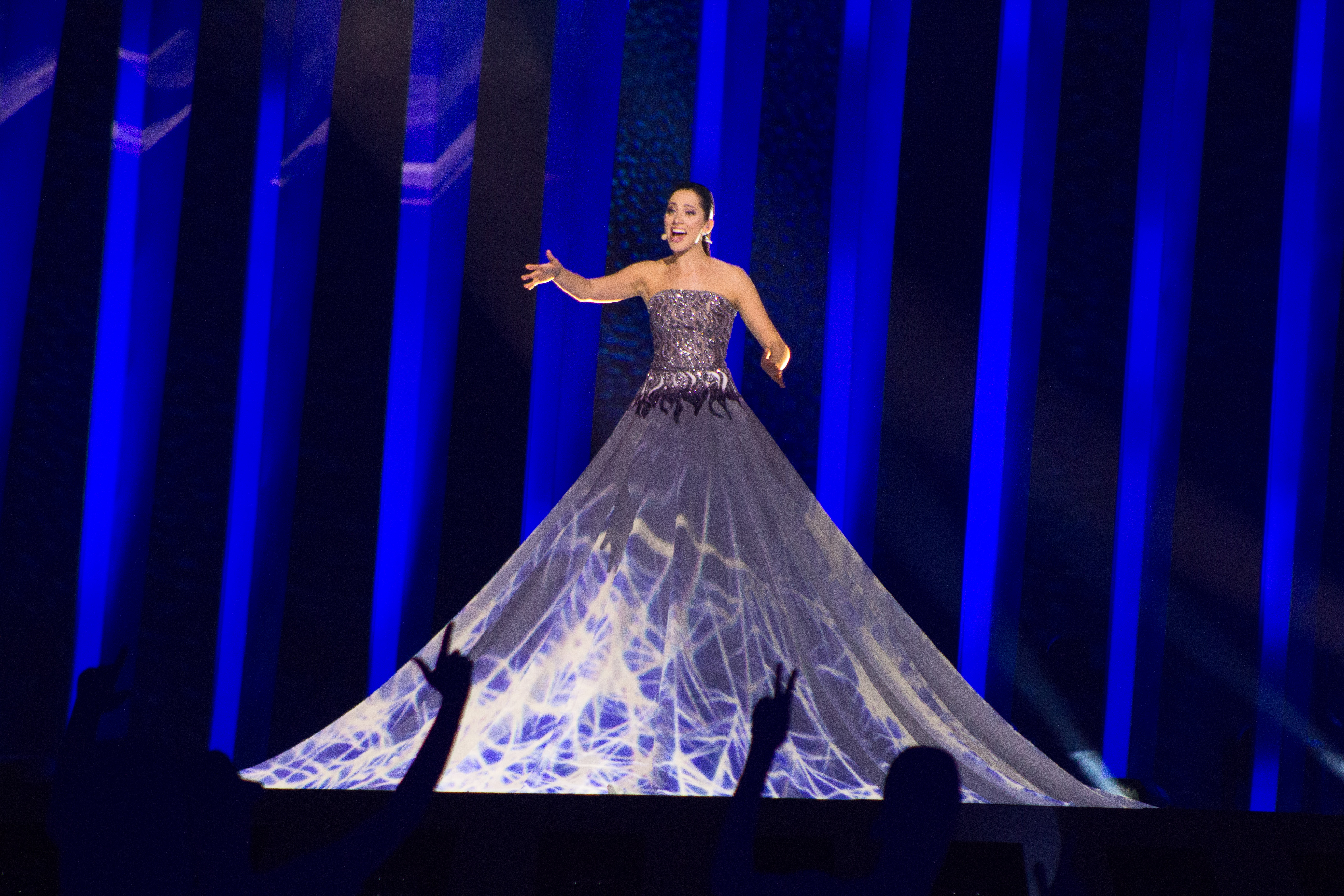
Elina Netšajeva bei der Generalprobe zum Halbfinale des ESC 2018

Netšajeva hat tschuwaschische Wurzeln und ist damit die erste teilweise tschuwaschische Teilnehmerin beim Eurovision Song Contest.
Zu ihren Lieblingsopern gehören unter anderem die Zauberflöte von Mozart, La Bohème von Puccini und La traviata von Verdi.
Ihr Lieblingsinstrument ist die Marimba.

## Diskografie
Singles
- 2018: La forza
- 2019: La voce dell'alba
- 2020: To the mother
- 2020: Lind
- 2020: Dans Mes Rêves
- 2021: What they say (feat. NOËP)
- 2021: Remedy
- 2022: Ave Maria
- 2022: Plan€t-B